# Fudge Tunnel
A Fudge Tunnel brit alternatív metal/sludge metal/noise rock együttes volt.

## Története
1988-ban alakultak meg Nottinghamben. Először két kislemezt adtak ki, az elsőt 1989-ben, míg a másikat 1990-ben. Ezután leszerződtek az Earache Recordshoz, és az első, 1991-es nagylemezüket ők jelentették meg. Összesen három nagylemezt dobtak piacra. A Fudge Tunnel 1995-ben feloszlott. Az együttes szövegeire jellemző a humor is. Alex Newport 1994-ben új zenekart alapított, Nailbomb néven, amely 1995-ben szintén feloszlott.

## Tagok
- Alex Newport - ének, gitár[2]
- Dave Riley - basszusgitár[2]
- Adrian Parkin - dob[2]

## Diszkográfia
- Hate Songs in E Minor (1991)
- Creep Diets (1993)
- The Complicated Futility of Ignorance (1994)